# ماکس اشتاینر
ماکس اشتاینر (به انگلیسی: Max Steiner) (زاده ۱۰ مه ۱۸۸۸ – درگذشته ۲۸ دسامبر ۱۹۷۱) آهنگساز آمریکایی اتریشی‌تبار بود که برای فیلمهای سینمایی موسیقی می‌نوشت. شاگرد گوستاو مالر آهنگساز بزرگ اتریشی، از او به عنوان یکی از برترین آهنگسازان موسیقی فیلم یاد می‌کنند. تکنیکهای خلق شده توسط اشتاینر اغلب به عنوان استاندارد پذیرفته شده‌اند و او چندین جایزه اسکار را از آن خود نموده‌است.

## بخشی از فیلمشناسی
- سیمارون (۱۹۳۱)
- مشکل دشوار (۱۹۳۱)
- هالیوود که دیگر بدرد نمی‌خورد (۱۹۳۲)
- مرغ بهشت (۱۹۳۲)
- کینگ کونگ (۱۹۳۳)
- شکوه صبح (۱۹۳۳)
- زنان کوچک (۱۹۳۳)
- چشمه (۱۹۳۴)
- طلاق گی (۱۹۳۴)
- پیرامون اسارت بشری (۱۹۳۴)
- آنی در گرین گیبلز (۱۹۳۴)
- خبرچین (۱۹۳۵)
- سه تفنگدار (۱۹۳۵)
- کلاه سیلندری (۱۹۳۵)
- شی (۱۹۳۵)
- آلیس آدامز (۱۹۳۵)
- ستاره‌ای متولد شده‌است (۱۹۳۷)
- زندگی امیل زولا (۱۹۳۷)
- پرواز شناسایی (۱۹۳۸)
- جزبل (۱۹۳۸)
- ماجراهای تام سایر (۱۹۳۸)
- چهار دختر (۱۹۳۸)
- خواهران (۱۹۳۸)
- پرچم‌های سفید (۱۹۳۸)
- پیر دختر (۱۹۳۹)
- فرشتگانی با چهره‌های زشت (۱۹۳۹)
- شهر داج (۱۹۳۹)
- بر باد رفته (۱۹۳۹)
- پیروزی سیاه (۱۹۳۹)
- بر باد رفته (۱۹۳۹)
- نامه (۱۹۴۰)
- همه اینها به اضافه بهشت (۱۹۴۰)
- ویرجینیا سیتی (۱۹۴۰)
- یک پا در بهشت (۱۹۴۱)
- دروغ بزرگ (۱۹۴۱)
- گروهبان یورک (۱۹۴۱)
- کازابلانکا (۱۹۴۲)
- تماشای راین (۱۹۴۳)
- اکنون، ای مسافر (۱۹۴۲)
- از وقتی که تو رفتی (۱۹۴۴)
- آرسنیک و تور کهنه (۱۹۴۴)
- راپسودی در بلو (۱۹۴۵)
- میلدرد پیرس (۱۹۴۵)
- زندگی ربوده‌شده (۱۹۴۶)
- خواب ابدی (۱۹۴۶)
- شب و روز (۱۹۴۶)
- ماجرای مرموز و پرالتهاب (۱۹۴۶)
- زندگی با پدر (۱۹۴۷)
- دره عمیق (۱۹۴۷)
- جانی بلیندا (۱۹۴۸)
- گنج‌های سیرا مادره (۱۹۴۸)
- کی لارگو (۱۹۴۸)
- سرچشمه (۱۹۴۹)
- اوج التهاب (۱۹۴۹)
- نقطه فروپاشی (۱۹۵۰)
- باغ وحش شیشه‌ای (۱۹۵۰)
- رشته‌کوه راکی (۱۹۵۰)
- مشعل و کمان (۱۹۵۰)
- در زنجیر (۱۹۵۰)
- خواننده جاز (۱۹۵۲)
- چنان بزرگ (۱۹۵۳)
- شورش کین (۱۹۵۴)
- غیرقانونی (۱۹۵۵)
- جویندگان (۱۹۵۶)
- هلن (۱۹۵۶)